# Gospođice iz Avignona
Gospođice iz Avignona (francuski:Les Demoiselles d'Avignon) je revolucionarno ulje na platnu Pabla Picassa, koje je naslikao od lipnja do srpnja 1907. godine, a koje se smatra prvom kubističkom, avangardnom, i općenito modernom slikom 20. stoljeća. S ovim prikazom pet ženskih aktova s mrtvom prirodom Picasso je pokrenuo prostornu revoluciju u slikarstvu.

## Povijest
Picasso je nazvao ovu sliku po bordelu u Avignonskoj ulici (Carrer d'Avinyo) u Barceloni. Na ranijim verzijama slike bili su prisutni i mornar koji sjedi i student medicine s lubanjom. Oba lika su predstavljala samog umjetnika. Uklonivši ih iz finalne verzije, Picasso je promijenio svoj likovni iskaz s osobnog na snažnu mitsku sliku. 
Slika se danas nalazi u Muzeju moderne umjetnosti (MoMA) u New Yorku, zahvaljujući Lillie P. Bliss Besquet.

## Odlike
Picasso je ovu sliku naslikao koncipirao u duhu ranijih umjetničkih težnji povijesti umjetnosti prikazavši tradicionalnu temu ženskog akta. Čak što više, položaj figure s lijeve strane podsjeća na standardnu pozu egipatskih faraona: lijeva noga je naprijed, a desna ruka je ispružena uz tijelo sa stisnutom pesnicom. Iz egipatske umjetnosti je također je posudio i način prikazivanja lica u profilu, a oka gledano sprijeda. 
Druge dvije figure koje drže ruke iznad glave su utemeljene prema tradicionalnim pozama Venera. Na ovoj slici, Picasso je napustio tradicionalni način slikanja s kjaroskurom i zamijenio ga je fovističkim odvažnim potezima boje.
Od svih figura, lica žene koja sjedi i one krajnje desno su najočitije utemeljena na afričkim obrednim maskama. Drvene maske iz središnje Afrike imaju iste izdužene geometrijske kvalitete. Nosovi posebno podsjećaju na duge i zakrivljene rubove nosova s maski. No, poput maski, Picassova lica su neprirodna i suprotstavljaju se klasičnim idealima ljepote. Nos je zakrivljen u jednu stranu, dok su usta pomjerena na drugu. Kod dvije središnje figure jedno oko je blago pomaknuto iznad drugog, a nos nije odmah iznad usta, te su i uši asimetrične. 
Najradikalniji prikaz tijela je na figuri koja sjedi, ili po nekima "koja čuči". Ona odvažno gleda izvan okvira slike dok istovremeno pomjera tijelo u suprotnom pravcu tako da su joj lice i leđa vidljiva u istom trenutku. Na ovoj figuri Picasso je dokinuo tradiciju prikazivanja prikazivanja s jedne točke gledišta u korist više-perspektivnog pogleda poput Cézanneovih slika. Ovaj tzv. simultani pogled je postao presudnim vizualnim efektom kubizma.
Na ovoj slici Picasso je podijelio figure na geometrijske oblike jasnih rubova i oštrih kutova. Oni se prostorno preklapaju s oblicima iz pozadine u čemu se gubi jasna granica između planova. Ovakvo izobličavanje ljudskih figura je uznemirujuće jer napada anatomski integritet ljudskog tijela. 
Svjetlo je, poput oblika, iscjepkano kao da dolazi iz više izvora, tako da se promatračev pogled mora stalno pomjerati po slici.
Upravo zbog ovakvog revolucionarnog pristupa prostoru i njegovoj psihološkoj snazi, Gospođice iz Avignona predstavljaju veliki izražajni izazov tradiciji, klasičnom idealu ljepote i harmoniji koji postoje još od renesanse.